# Cri de femmes
Pour plus de détails, voir Fiche technique et Distribution.
Cri de femmes (Κραυγή Γυναικών (Kravgi Gynaikon)) est un film grec réalisé par Jules Dassin et sorti en 1978.
Adaptation cinématographique de la version théâtrale du Médée d'Euripide par Minos Volonakis.

## Synopsis
Une célèbre actrice grecque, Maya (Mélina Mercouri), après avoir passé de nombreuses années à l'étranger, rentre en Grèce pour y jouer Médée. Alors qu'elle prépare son rôle, elle devient fascinée par le cas d'une Américaine, Brenda Collins (Ellen Burstyn), qui a assassiné ses trois enfants quelques années plus tôt à Glyfada pour se venger de son mari infidèle. Maya rend visite à Brenda à la prison de Korydallós. Un lien de plus en plus fort se tisse entre les deux femmes.

## Fiche technique
- Titre : Cri de femmes
- Titre original : Κραυγή Γυναικών (Kravgi Gynaikon)
- Réalisation : Jules Dassin
- Scénario : Minos Volanakis (en) d'après Euripide
- Direction artistique :
- Décors :
- Costumes : Dionysis Fotopoulos
- Photographie : Yórgos Arvanítis
- Son : Thanassis Arvanitis
- Montage : Georges Klotz
- Musique : Yannis Markopoulos (en)
- Production :  Bren, Melina Film
- Langue : grec
- Format :  Couleurs - 35 mm
- Genre : Drame
- Durée : 110 minutes
- Dates de sortie :  France : 21 mai 1978 (Festival de Cannes 1978)

## Distribution
- Mélina Mercouri
- Ellen Burstyn
- Andréas Voutsinás
- Despo Diamantidou
- Dimítris Papamichaíl
- Manos Katrakis
- Aleka Katselli